# Prinz (cratère)
Pour les articles homonymes, voir Prinz.
Prinz est un cratère d'impact situé dans l'Oceanus Procellarum, à l'ouest de la face visible de la Lune.